# ۱۶۰۱ (میلادی)
۱۶۰۱ (میلادی) هزار و ششصد  و یکمین سال تقویم میلادی است.

## رویدادها
پیر فرما (Pierre de Fermat) در سال 1601 میلادی در فرانسه چشم به جهان گشود او حقوق دان و ریاضیدان غیره حرفه‌ای بود گرچه فرما به دلیل دارا بودن شغل وکالت به اصطلاح غیره حرفه ای محسوب می‌شد ای،تی،بل تاریخدان برجسته ریاضیات در اوایل قرن بیستم به حق فرما را سلطان غیر حرفه ای‌ها می نامید. او معتقد بود که فرما بیش از اکثر ریاضیدانان حرفه ای عصر خود به نتایج مهم در ریاضی دست یافته‌است. او استدلال می‌کند که فرما پربارترین ریاضیدان قرن هفدهم است، قرنی که شاهد کارهای برخی از بزرگترین نخبه‌های ریاضیات همه دوران بود، فرما در طول حیات خود فقط یک مقاله ریاضی در سال 1660 میلادی  منتشر کرد.فرما در سال 1665 میلادی درگذشت امروز او بیشتر در حوزه نظریه اعداد شهرت دارد ولی او ایده‌هایی در باب حساب دیفرانسیل و انتگرال نیز داشت. پس از درگذشت فرما فرزندش کلمنت-ساموئل فرما Clement Samuel) (Ferma کار انتشار آثار او را به عهده گرفت ،ساموئل ضمن جمع‌آوری نوشته‌های پدرش کتاب‌ها و مقالات مورد مطالعه وی را نیز بررسی نمود و همین امر باعث انتشار قضیه آخر فرما شد. او دریافت که پدرش 48 نظر،تحت عنوان نظریات روی کتاب دیوفانت نوشته است.

## اختراعات
"آیینه" در سال 1601 میلادی، توسط یک مخترع ایتالیایی به نام "ماروی" اختراع شد. 

## زادگان
- ۲۲ سپتامبر - آن اتریش، ملکهٔ فرانسه (به‌واسطهٔ ازدواجش با لویی سیزدهم) و مادر و نایب‌السلطنهٔ لوئی چهاردهم
- ۲۷ سپتامبر - لوئی سیزدهم، پادشاه فرانسه
- ۱۷ اوت – پیر دو فرما، ریاضی‌دان و قاضی فرانسوی (د. ۱۶۶۵)

## درگذشتگان
- ۲۴ اکتبر – تیکو براهه، ستاره‌شناس و نویسنده دانمارکی (ز. ۱۵۴۶)